# Linnaemya longirostris
Linnaemya longirostris là một loài ruồi trong họ Tachinidae.